# Trichomachimus quinlani
Trichomachimus quinlani là một loài ruồi trong họ Asilidae. Trichomachimus quinlani được Oldroyd miêu tả năm 1964. Loài này phân bố ở miền Ấn Độ - Mã Lai.